# Max Blokzijl
Marius Hugh Louis Wilhelm (Max) Blokzijl (Leeuwarden, 20 december 1884 – Den Haag, 16 maart 1946) was een Nederlandse zanger en journalist. Tijdens de Tweede Wereldoorlog was hij een van Nederlands bekendste radiopresentatoren, hij was hoofd van de Persdienst. Na de bevrijding werd hij op grond van de regeling Bijzondere rechtspleging ter dood veroordeeld en gefusilleerd wegens het maken van propaganda voor de vijand in zijn radiopraatjes. Bij het vaststellen van deze meest zware straf zou een rol hebben gespeeld dat hij door velen werd ervaren als de stem van het Nederlandse nationaalsocialisme.

## Levensloop
Blokzijl werd geboren als zoon van de luitenant, later kapitein, Eduard Karel Blokzijl en Anna Elizabeth Hoeffelman. Zijn ouders scheidden in 1897. Hij volgde in Den Haag de HBS en deed in 1903 eindexamen. Hierna werd hij journalist bij het Algemeen Handelsblad. Samen met collega-journalist Jean-Louis Pisuisse trok hij in 1907, vermomd als Italiaanse straatmuzikant, door Nederland. De twee schreven een boekje over hun belevenissen: Avonturen als straatmuzikant, met illustraties van Louis Raemaekers en Jan Feith. Het succes van dat boekje stelde hen in staat hun zangcarrière verder uit te bouwen. Als zangers/journalisten reisden ze van 1908 tot 1913 door Europa, Nederlands-Indië, China, Japan, Siberië en Rusland. Voor hun op het Franse chanson geïnspireerde repertoire bedachten ze de naam levenslied.
Blokzijl werd in 1913 correspondent in Berlijn. Hij diende tijdens de Eerste Wereldoorlog in de Nederlandse krijgsmacht. Vanaf 1917 was hij oorlogscorrespondent en eind 1918 werd hij weer correspondent in Berlijn. Na aanvankelijk het antisemitisme en de nazi's te hebben afgewezen raakte hij rond 1935 in de ban van het nationaalsocialisme. In het liberale Algemeen Handelsblad, waarvoor hij al sinds 1903 werkte, kon hij die politieke overtuiging niet kwijt. Vanaf 1938 schreef hij daarom, anoniem, ook voor het tijdschrift De Waag. Zijn lidmaatschap van de Nationaal-Socialistische Beweging (NSB) van Anton Mussert hield hij geheim. Hij ontving er het stamboeknummer 56809.
Nadat het Duitse leger in mei 1940 Nederland had bezet, kwam Blokzijl openlijk voor zijn nationaalsocialistische ideeën uit. Vanaf februari 1941 verzorgde hij wekelijkse radiopraatjes voor de Nederlandsche Omroep, onder de titel "Ik was er zelf bij". Als hoofd van de afdeling perswezen van het nationaalsocialistische Departement van Volksvoorlichting en Kunsten werkte hij aan de nazificering van de Nederlandse pers.

## Proces en executie
Na de oorlog volgde vrij snel de rechtszaak tegen Blokzijl, die wegens zijn grote bekendheid bij het Nederlandse publiek met veel belangstelling werd gevolgd. De tenlastelegging door procureur-fiscaal J. Zaaijer bevatte slechts één punt: de beschuldiging dat hij gedurende de bezettingsjaren, terwijl Nederland in oorlog was met Duitsland, opzettelijk, in het openbaar, in hoofdzaak door middel van radio, propaganda had gevoerd, gericht op het breken van het geestelijk verzet van het Nederlandse volk en het ontrouw doen worden van dat volk aan de gemeenschappelijke geallieerde zaak. Op grond van passages uit zijn radiopraatjes werd hij op 25 september 1945 ter dood veroordeeld. Zijn beroep tegen deze uitspraak werd verworpen en zijn verzoek om gratie werd door koningin Wilhelmina niet ingewilligd. In vergelijking met andere nationaalsocialistische propagandisten is Blokzijl zwaar gestraft. Hij had het ongeluk als de eerste bekende collaborateur te moeten terechtstaan en daarnaast moet zijn symboolfunctie - hij werd beschouwd als de stem van het Nederlandse nationaalsocialisme - niet worden onderschat.
Blokzijl werd ter dood gebracht op de Haagse Waalsdorpervlakte en in het geheim begraven in een massagraf op de Algemene Begraafplaats van Den Haag, waar eerder ook Robert van Genechten, Meinoud Rost van Tonningen en later Anton Mussert werden begraven. Eind 1959 werd het graf geruimd.

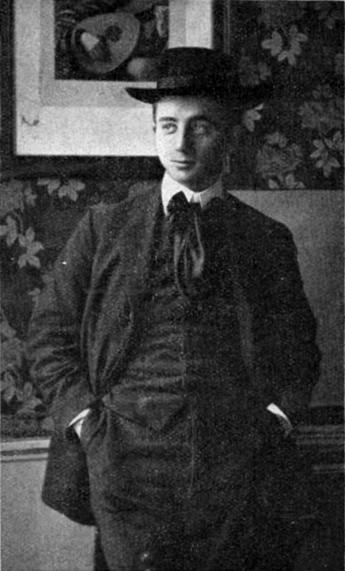
De jonge Max Blokzijl in 1907
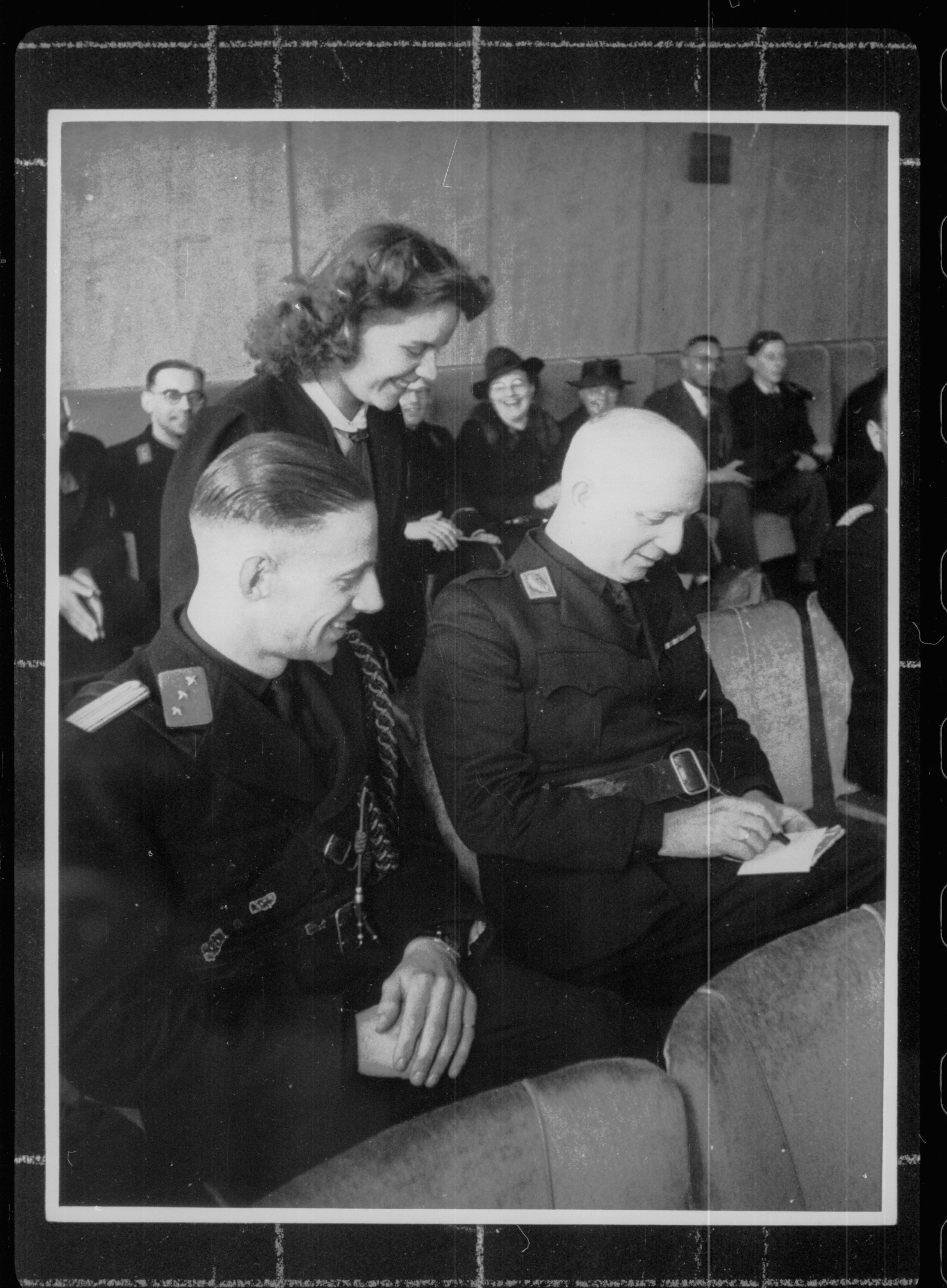
Max Blokzijl, propagandaleider van de NSB, deelt een handtekening uit.
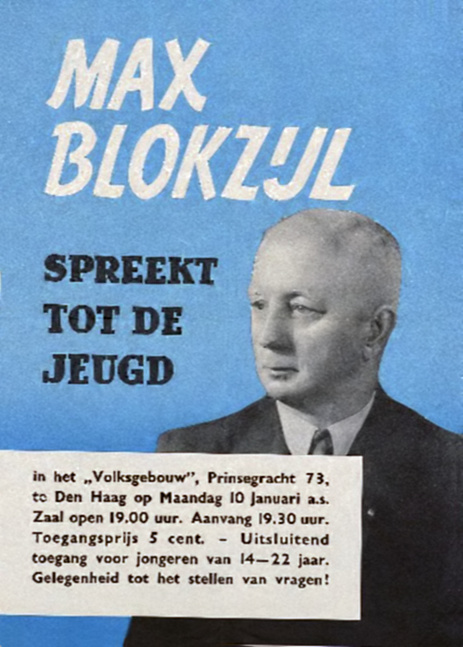
Poster met Max Blokzijl (januari 1944)
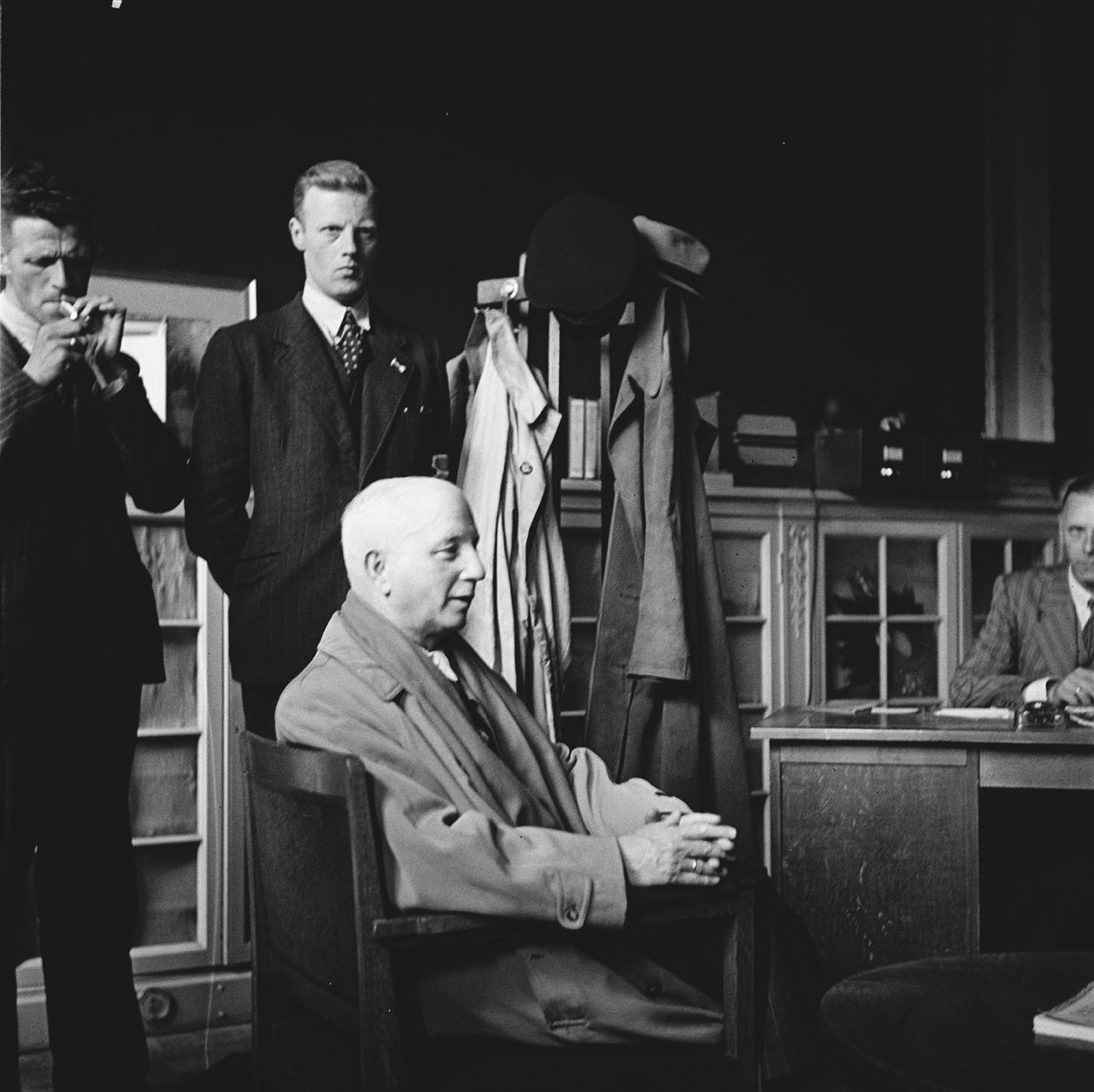
Blokzijl tijdens zijn verhoor in 1945.
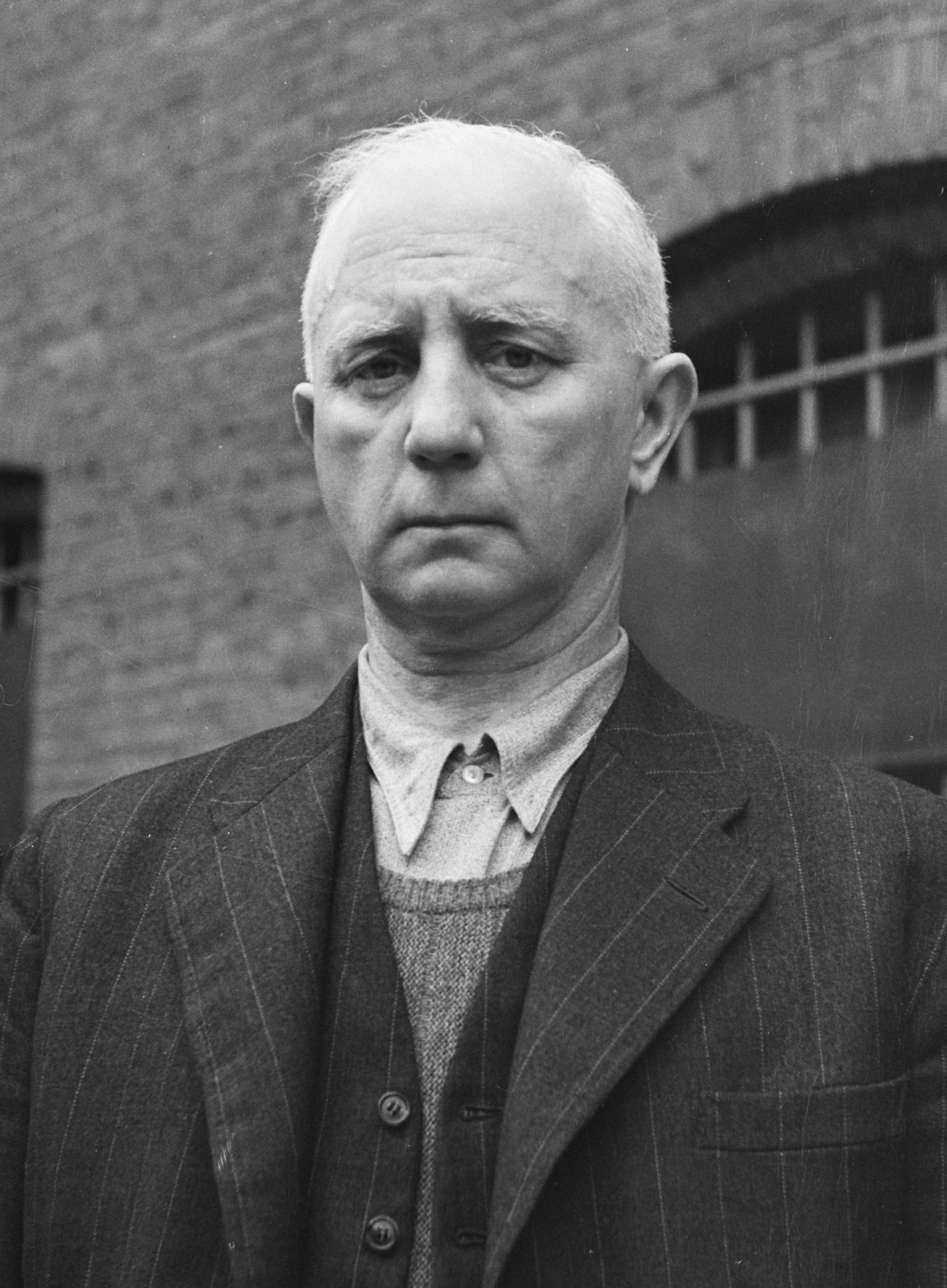
Blokzijl in gevangenschap in Scheveningen.

 Portaal: Fascisme en nationaalsocialisme in Nederland · Fascisme · Nationaalsocialisme
- Bibliothèque nationale de France: cb121233179 (data)
- Biografisch Portaal: 58027938
- Digitale Bibliotheek voor de Nederlandse Letteren: blok012
- Gemeinsame Normdatei: 118881582
- International Standard Name Identifier: 0000 0000 6676 0505
- Library of Congress Control Number: n88217326
- MusicBrainz: e6984544-84ab-42af-af65-da64b8934207
- Nationale Bibliotheek van Israël: 987007258876105171
- Nederlandse Thesaurus van Auteursnamen: 073741779
- Virtual International Authority File: 27869523
- WorldCat: E39PBJmXPmHDTxxxKCX6Ftv4MP